# Блок Лазаренко
«Блок Лазаренко» (укр. «Блок Лазаренка») — украинский избирательный блок политических партий имени экс-премьер-министра Украины Павла Лазаренко, участвовавший в одновременно прошедших 26 марта 2006 года парламентских и местных выборах.

## Создание
В состав блок вошли: Всеукраинское объединение «Громада», Социал-демократическая партия Украины и «Социал-демократический союз».
Блок возглавил брат Павла Лазаренко — Иван.

## Участие в выборах
По результатам голосования блок не преодолев существовавший 3-х % барьер в парламент Украины не прошёл и занял 20 место (из 45 участников) получив 76 950 (0,3 %) голосов. Наибольший процент голосов блок получил в Днепропетровской области (3,01 %), по остальным регионам набирав не более 0,2 % голосов.
По результатам местных выборов блок занял третье место и получил 17 мандатов (11,6 % голосов) в Днепропетровском облсовете.